# Allodia subelata
Allodia subelata är en tvåvingeart som beskrevs av Malloch 1923. Allodia subelata ingår i släktet Allodia och familjen svampmyggor. Inga underarter finns listade i Catalogue of Life.